# Свинчатка (растение)
Свинча́тка, или Плюмба́го (лат. Plumbágo), — небольшой род цветковых растений в составе семейства Свинчатковые (Plumbaginaceae). Представители рода в диком виде произрастают преимущественно в тропиках.

## Название
Научное название рода — Plumbago — происходит от лат. plumbum — свинец.
В Энциклопедическом словаре Брокгауза и Эфрона для этого рода приводятся русские названия «свинцовка» и «свинцовица».
Plumbago — научное название не только рода цветковых растений, но и рода бабочек Plumbago из семейства толстоголовок (Hesperiidae). Поскольку ботанический род Plumbago находится в юрисдикции Международного кодекса ботанической номенклатуры, а зоологический род Plumbago — в юрисдикции Международного кодекса зоологической номенклатуры, эти названия не являются таксономическими омонимами и к ним не должна применяться процедура устранения омонимии.

## Ботаническое описание

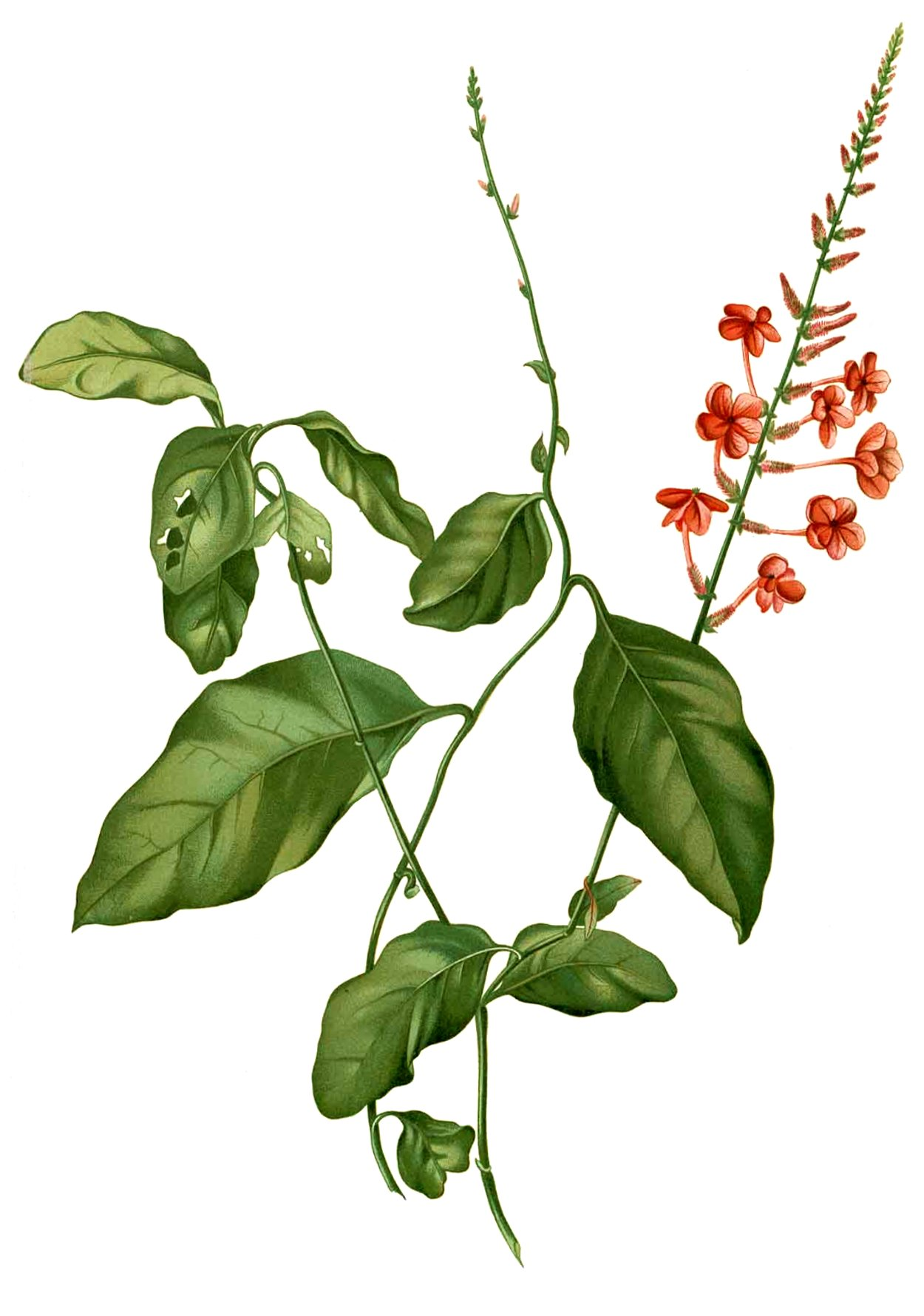
Plumbago indica.

Многолетние травянистые растения, полукустарники или кустарники высотой до 0,5—2 м.
Листья спирально расположенные, простые, цельные, 0,5—12 см длиной, часто с волосистыми жилками, сужающиеся к основанию.
Цветки крупные, почти сидячие, собраны в кистевидные или колосовидные соцветия. Чашечка трубчатая, после окончания периода цветения коническая, с пятью широкими густо железчатыми рёбрами. Желёзки на чашечке выделяют клейкую жидкость, способную удерживать насекомых. Её предназначение до конца не изучено. Венчик с узкой трубкой значительно длиннее чашечки и пятилопастным отгибом. Пять сросшихся лепестков белого, розового, голубого, сиреневого или красного цвета. Завязь продолговатой формы. Столбик нитевидный, позднее волосистый. Рыльца нитевидные, совнутри крупножелезчатые, в количестве пяти.
Плод продолговато-яйцевидной формы, по мере созревания разрывающийся у основания и почти створчато растрескивающийся в верхней части.

## Использование
Некоторые тропические виды культивируются как декоративные растения. Среди них наиболее популярна Plumbago auriculata с крупными бледно-голубыми цветками и оригинальным общим видом.

## Классификация

### Представители
Род насчитывает 4—8 видов. Некоторые из них:
- Plumbago auriculata Lam. — Свинчатка капская
  - [syn.  Plumbago capensis Thunb.]
- Plumbago europaea L. — Свинчатка европейская
- Plumbago indica L.
- Plumbago scandens L.
- Plumbago zeylanica L.

### Таксономия
Род Свинчатка входит в семейство Свинчатковые (Plumbaginaceae) порядка Гвоздичноцветные (Caryophyllales).
|  |                                      |  |                                                             |                                                             |                        |  | ещё 28 семейств (согласно Системе APG II) |             |               |            |
|  |                                      |  |                                                             |                                                             |                        |  |                                           |             |               | 4—20 видов |
|  |                                      |  |                                                             | порядок Гвоздичноцветные                                    |                        |  |                                           |             | род Свинчатка |            |
|  |                                      |  |                                                             | порядок Гвоздичноцветные                                    |                        |  |                                           |             | род Свинчатка |            |
|  | отдел Цветковые, или Покрытосеменные |  |                                                             |                                                             | семейство Свинчатковые |  |                                           |             |               |            |
|  | отдел Цветковые, или Покрытосеменные |  |                                                             |                                                             |                        |  |                                           |             |               |            |
|  |                                      |  | ещё 44 порядка цветковых растений (согласно Системе APG II) | ещё 44 порядка цветковых растений (согласно Системе APG II) |                        |  |                                           | еще 23 рода | еще 23 рода   |            |
|  |                                      |  |                                                             | ещё 44 порядка цветковых растений (согласно Системе APG II) |                        |  |                                           |             | еще 23 рода   |            |